# Heimsbrunn
Heimsbrunn  es una localidad y comuna francesa, situada en el departamento de Alto Rin, en la región  de Alsacia.

## Demografía
| 765 | 766 | 830 | 983 | 1098 | 1218 | 1489 | 1507 |
| Para los censos de 1962 a 1999 la población legal corresponde a la población sin duplicidades (Fuente: INSEE [Consultar]) |     |     |     |      |      |      |      |